# Activity
Bei Activity handelt es sich um eine österreichische Brettspiel- und Gesellschaftsspielserie, wobei in den einzelnen Spielen jeweils mehrere Teams gegeneinander in Wettstreit treten. Durch das Erraten bestimmter Begriffe kommt man auf dem Spielfeld voran und kann das Spiel gewinnen. Im Spiel müssen Begriffe, je nachdem auf welchem Feld man steht, innerhalb von 60 Sekunden – die Zeit wird mithilfe einer Sanduhr gemessen – mit Worten erklärt, pantomimisch dargestellt oder gemalt werden. Es entspricht in den darstellerischen Teilen dem traditionellen Partyspiel Scharade.

## Spielweise

### Thema und Ausstattung
Das Spiel besteht in der Originalversion aus einem Spielplan, einem umfangreichen Kartensatz aus 550 Karten, 4 Spielfiguren und einer Sanduhr. Als zusätzliches Spielmaterial werden Zeichenstifte und Papier benötigt. Das Spiel ist für zwei bis vier Teams von jeweils mindestens zwei Spielern konzipiert, wodurch es auch in großen Gruppen gespielt werden kann.
Auf dem Spielbrett ist eine Bahn dargestellt, die mit einem vierfarbigen Startfeld beginnt und danach in einer Bahn mit 49 Spielfeldern weitergeführt wird. Auf der Bahn werden die drei verschiedenen Aktionen, mit deren Hilfe Begriffe dargestellt werden, durch verschiedene Farben und Bilder illustriert. Die Karten besitzen auf der Rückseite Zahlen für die Schwierigkeitsgrade der jeweiligen Aufgaben, wobei die „3“ vergleichsweise einfache, die „4“ etwas schwierigere und die „5“ die schwierigsten Aufgaben anzeigt. Die sechs Begriffe pro Karte werden den verschiedenen Farben und Bildern zugeordnet, die den jeweiligen Begriff und die Darstellungsform vorgeben. Einzelne Begriffe sind rot gekennzeichnet, dabei handelt es sich um die Kennzeichnung für eine offene Runde.
Um das Spiel zu gewinnen, müssen die Spieler durch Erraten der auf den Karten vorgegebenen Begriffe das Zielfeld auf dem Spielplan über den dargestellten Weg erreichen.

### Regeln
Zu Beginn des Spiels werden Teams gebildet und diese wählen jeweils eine Spielfigur, die sie auf das Startfeld stellen. Die Karten werden nach Schwierigkeitsgraden sortiert und gemischt, danach werden sie verdeckt auf die entsprechenden Felder des Spielplans gelegt. Die Teams spielen im Uhrzeigersinn und müssen jeweils zu Beginn ihres Zuges einen Darsteller aus ihrem Team bestimmen, wobei diese sich über die Runden reihum abwechseln.
Der Darsteller des Startteams wählt einen Schwierigkeitsgrad und nimmt die entsprechend oberste Karte von Zugstapel, die seine Mitspieler nicht sehen dürfen. Entsprechend der Farbe und Illustration seines Feldes wählt der Darsteller nun einen der Begriffe auf der Karte; zu Beginn des Spiels stehen alle Figuren im Startbereich und der Spieler darf einen Begriff auswählen, den er jedoch in der geforderten Form darstellen muss. Nachdem er sich den Begriff eingeprägt hat (und wenn keine offene Runde gespielt wird), gibt er die Karte an die gegnerischen Teams zur Kontrolle weiter und beginnt mit seiner Aufgabe, die darin besteht, seinen Mitspielern den Begriff auf die auf dem Spielfeld vorgegebene Weise darzustellen. Er hat dafür so lang Zeit, wie die Sanduhr vorgibt, und die Mitspieler im Team müssen in dieser Zeit den Begriff erraten.
Dabei gibt es drei Möglichkeiten der Darstellung:
- Zeichnen: Bei der Illustration „Zeichnen“ muss der zu erratende Begriff gezeichnet werden. Der Darsteller darf nicht sprechen und auch nicht durch Gesten helfen, nur Kopfnicken bei richtigen Teilwörtern ist erlaubt. Die Zeichnung darf auch keine Zahlen und Buchstaben enthalten.
- Umschreibend: Bei der Illustration „Sprechen“ muss der Begriff erklärt werden, ohne das betreffende Wort oder Teile des Wortes zu verraten.
- Pantomimisch: Bei der Illustration „Darstellen“ muss der Begriff pantomimisch als Scharade dargestellt werden. Der  Darsteller darf dabei nicht sprechen, keine Geräusche machen und auch keine Gegenstände zu Hilfe nehmen oder auf sie zeigen. Eigene Körperteile dürfen gezeigt werden.

Wird von dem Darsteller eine der Regeln missachtet, wird die Darstellung abgebrochen und das nächste Team setzt das Spiel fort.
Die Mitspieler rufen die potenziellen Lösungen laut aus, der Darsteller darf darauf nicht reagieren, bis der richtige Begriff genannt wird. Die Einhaltung der Zeit und der Regeln bei der Darstellung wird von den Spielern der gegnerischen Teams kontrolliert. Wenn das Team den Begriff erraten hat, darf die eigene Spielfigur entsprechend dem Schwierigkeitsgrad auf der Karte 3 bis 5 Felder vorziehen. Gelingt es nicht, bleibt die Figur stehen und das nächste Team ist dran. Zieht die Figur auf ein Feld, auf dem die Figur des gegnerischen Teams steht, wird diese geschlagen und muss ein Feld zurückgehen.
Eine offene Runde wird gespielt, wenn der Begriff auf der Karte rot gekennzeichnet ist. Der Darsteller zeigt die gezogene Karte niemandem und alle Teams dürfen bei der Darstellung mitraten. Errät das gegnerische Team den Begriff, darf dieses vier Felder und das eigene Team zwei Felder vorrücken; in diesem Fall dürfen auch beide Figuren auf demselben Feld enden, geschlagen wird nicht. Errät das eigene Team den Begriff zuerst, darf dieses mit seiner Figur 6 Felder vorgehen.
Das Spiel endet, wenn ein Team mit seiner Spielfigur als erstes das Zielfeld erreicht oder darüber hinaus zieht. Dieses Team hat das Spiel gewonnen.

## Spielweise der Ursprungsversion
Bereits in der Ursprungsversion des Spiels bestand es aus einem Spielplan, einem Kartensatz aus 550 Karten, 4 Spielfiguren und einer Sanduhr. Die Bahn auf dem Spielbrett war allerdings in 6 Bereiche zu je 8 Feldern mit den Bezeichnungen A bis F und den jeweiligen Darstellungsformen sowie einen Zielbereich mit Zielfeld unterteilt. Auf den Karten befanden sich jeweils 6 Begriffe, die ebenfalls mit A bis F gekennzeichnet waren und jeweils eine Zahlenangabe hatten, die die Anzahl der Schritte bei ihrer Lösung vorgab. Einzelne Begriffe waren rot gekennzeichnet, dabei handelte es sich auch hier um die Kennzeichnung für eine offene Runde. Zudem konnten die Aufgaben REIM und KETTE auf den Karten vorgegeben sein, die dann entsprechend gespielt wurden. Wie in der aktuellen Version des Spiels ging es jedoch auch in den neueren Auflagen darum, Begriffe zu erraten, die von einzelnen Mitspielern als Scharade, als Erklärung und zeichnerisch dargestellt wurden.
Anders als bei der aktuellen Version gaben die Bereiche A bis F die jeweilige Darstellungsform vor. So musste in den Bereichen A und D der zu erratende Begriff gezeichnet, in den Bereichen B und E musste der Begriff umschrieben und in den Bereichen C und F muss der Begriff pantomimisch als Scharade dargestellt werden. Hinzu kamen die Optionen REIM und KETTE, die nach Vorgabe auf den Karten die folgenden Varianten gespielt wurden:
ReimBeim Reim müssen der Darsteller und ein weiterer Spieler des Teams gemeinsam ein zweizeiliges Gedicht erfinden. Dabei gibt der Darsteller die erste Zeile vor und muss diese mit einem Wort beenden, das sich auf das auf der Karte vorgegebene Wort reimt. Der zweite Spieler sollte nach den im ersten Teil des Reimes gegebenen Hinweise versuchen, seinen Teil des Reims auf das vorgegebene Wort enden zu lassen und darf dies so lang versuchen, bis die vorgegebene Zeit abgelaufen ist. Hat er das richtige Wort erraten, darf das Team 5 Felder weiterziehen.
KetteIm Fall der Kette müssen alle Teams je einen Mitspieler auswählen. Der Darsteller gibt den Begriff auf der Karte vor und bildet aus dem zweiten Teil des zusammengesetzten Wortes ein neues Wort, das mit diesem beginnen muss. Danach muss der ausgewählte Mitspieler des nächsten Teams innerhalb von fünf Sekunden ebenfalls ein neues Wort aus dem zweiten Teil des Vorgängerwortes bilden und die Kette so an den nächsten Spieler weitergeben. Dabei sind alle existierenden Hauptwörter und Zeitwörter gültig, ein einmal gefallener Begriff oder Wortteil darf nicht mehr genutzt werden. Sobald ein Spieler kein neues Wort gefunden hat, endet die Kette und das Team des Spielers mit dem letzten gültigen Begriff gewinnt die Runde und kann die eigene Figur 4 Felder weit ziehen.
Bei einer richtigen Antwort konnte das Team entsprechend der Angabe auf der Karte vorziehen. Bei der Offenen Runde konnte das Team, das den Begriff zuerst erriet, mit seiner Figur 6 Felder vorgehen. Eine Schlagregel war nicht vorgesehen, es konnten auch beide Figuren auf dem gleichen Feld stehen.
Wenn eine Spielfigur alle Spielbereiche durchlaufen hatte, erreichte sie den Zielbereich und das entsprechende Team konnte in der nächsten Runde versuchen, die Schlussaufgabe zu lösen. Diese war gelöst, wenn das Team zwei Aufgaben hintereinander lösen konnte. Bei der ersten Aufgabe musste der Darsteller vor dem Ziehen einen der Bereiche A bis F auswählen. Handelte es sich dabei um eine Ketten- oder Reimaufgabe, wurde eine neue Karte gezogen. Diese erste Aufgabe wurde als offene Runde gespielt und nur wenn das Team des Darstellers die Lösung zuerst fand, wurde die zweite Aufgabe gestartet. Dabei zogen die Gegenspieler eine Karte und wählten einen Begriff, den das Team lösen musste. Gelang eine der beiden Aufgaben nicht, durfte das Team erst in der nächsten Runde erneut versuchen, die Schlussaufgabe zu lösen. Sobald beide Aufgaben gelöst waren, hatte das entsprechende Team gewonnen.

## Variante für drei Personen
Sowohl für die aktuelle wie auch für die Ursprungsversion gibt es jeweils eine Variante, die das Spiel für drei Personen ermöglicht:
Beim Spiel mit drei Personen wählt jeder Spieler eine eigene Spielfigur. In diesem Spiel werden nur offene Runden gespielt und jeder Spieler versucht, den vorgegebenen Begriff seinen beiden Mitspielern darzustellen. Wird der Begriff gelöst, dürfen sowohl der Darsteller wie auch der Spieler, der den Begriff erraten hat, um die angegebene Anzahl Felder vorrücken. Wenn kein Mitspieler den Begriff errät, kommt der nächste Spieler an die Reihe. Alle anderen Regeln entsprechen denen des Teamspiels, Schlagen ist nicht möglich. Gewonnen hat der Spieler, der zuerst im Ziel ist.
Bei der Ursprungsversion galten folgende Zusätze:
- Bei einer Reimaufgabe musste der Spieler die Aufgabe mit seinem linken Nachbarn lösen und beiden konnten bei der erfolgreichen Beendigung 5 Felder vorrücken.
- Sobald ein Spieler im Zielbereich war, konnte er eine Karte ziehen und zeigte seinem linken Nachbarn den seiner Meinung nach schwierigsten Begriff. Dieser musste den Begriff für den dritten Mitspieler darstellen und wenn dieser den Begriff erriet, zogen beide Spieler und das Spiel ging weiter. Gelang es ihnen nicht, hatte der Spieler im Zielbereich gewonnen.[2]

## Weitere Adaptionen und Varianten
Aufbauend auf dem 1990 erschienenen Originalspiel wurden von Piatnik zahlreiche Ergänzungen und weitere Adaptionen veröffentlicht. Einige der Varianten werden nicht mehr hergestellt, andere sind in mehreren überarbeiteten Auflagen erschienen:
|  | Aktuell verfügbar: - Original (1990, 2002, 2013) - Kompakt (1997, 2013) - Club Edition (ab 18 Jahren; 2008, 2013) - Travel (2004, 2013) - Extreme Activity (2006) - Let's Party (2009) - Codeword (1996, 2012) - Champion (2015) - Sport (2015) - Original Jubiläumsausgabe (2015) - Family Classic - Activity Junior (1997, 2013) - Activity – My first (2005) - Krazy Kritzel (2016) - Multi Challenge (2017) - Activity Hol den Horst (2018) |  | Nicht mehr aufgelegt: - Activity 2 (2000) - Activity for English I/II (1995) - Action (1995) - Turbo - Lifestyle - Alles ist möglich (2009) - Connection - Countdown (2011) - Professional - Activity Franz Ferdinand (2012) - Activity – Die Oktonauten (2013) - Activity 1996 (1996) - Activity 1997 (1997) - Gold Edition (20 Jahre Activity) - Activity Ruhrpott | Ergänzungssets: - Superthema Freizeit und Essen (1993) - Superthema Urlaub & Sport (1993) - Superthema Körper & Natur (1993) - Superthema Heute (1995) - Ergänzungsset 1000 Jahre Österreich (1996) - Activity Zusatzkarten (1999) - Die siebziger Jahre! Zusatzkarten (2000) |

### Varianten für Kinder
Kindergerechte Varianten von Activity gibt es als Activity Junior (1997, 2013) oder als Activity Junior Turbo für Kinder ab 8 Jahren. Die Variante Activity Franz Ferdinand (2012) ist für Kinder ab 7 Jahren geeignet. Hinzu kommt Activity – Die Oktonauten (2013). Activity – My first (2005) kann bereits von Kindern im Kindergartenalter gespielt werden. Die Begriffe sind für Kinder ab vier Jahren geeignet, diese werden auf den Karten auch bildlich dargestellt. Zudem hält das Spiel einen variablen Spielplan bereit, um die Spiellänge anzupassen.

### Fernsehshow
In den Jahren 2006–2007 wurde die Spielshow Extreme Activity im deutschen Fernsehen ausgestrahlt, die auf dem Spielprinzip von Activity basiert und in einer eigenen Brettspielversion Extreme Activity wieder aufgegriffen wurde. Diese wurde 2016 auch für das ungarische Fernsehen adaptiert und wird seit September 2016 ausgestrahlt.

## Geschichte und Rezeption
Das ursprüngliche Activity stammt von zwei österreichischen Ehepaaren, Ulrike und Paul Catty sowie Maria und Josef Ernst Führer. Die beiden Paare trafen sich in Seckau in der Steiermark zum Spielen und erfanden dabei dieses Spiel als „Quatschspiel“, das schnell erklärt und leicht spielbar ist. 1990 kam es nach redaktioneller Überarbeitung als „Activity“ bei Piatnik heraus. Discovery Toys veröffentlichte 1995 eine englische Version als Word Trio. Seit 1990 wurden etliche weitere Adaptionen des Spiels entwickelt, beginnend mit einzelnen Themenpaketen für das Basisspiel und Überarbeitungen des Grundspiels bis hin zu eigenständigen Spielen für unterschiedliche Zielgruppen. 
Ab 2006 wurde eine Fernsehshow auf der Basis des Spiels unter dem Namen Extreme Activity entwickelt und international ausgestrahlt. Bei der 2007 mit dem Grimme-Preis und der der „Romy 2007“ ausgezeichneten Show mussten Prominente unter Anleitung von Jürgen von der Lippe diverse Aufgaben im Stil des Activity-Spiels lösen. Basierend auf der Show wurde 2006 das gleichnamige Brettspiel Extreme Activity entwickelt, das 2007 mit dem österreichischen Spielepreis Spiel der Spiele ausgezeichnet und später auch für das ungarische Fernsehen adaptiert wurde. 2011 wurde zudem eine Mobile App zum Spiel für das iPad entwickelt.
Bis 2009 wurden mehr als fünf Millionen Spiele der Activity-Reihe verkauft, 2015 waren es mehr als sechs Millionen verkaufte Spiele. Das Spiel wurde in 13 Sprachen übersetzt und zählt international zu den erfolgreichsten Brettspielen aller Zeiten.

## Belege
1. 1 2 3 4 5 6 7 8 9 10 11  Activity Original, aktuelle Spielregeln des Spiels Activity, Ausgabe von 2012; abgerufen am 22. Oktober 2017
2. 1 2 3 4 5 6 7  Spielregeln des Spiels Activity in der Originalversion
3. ↑  Activity für Kinder bei familienbrettspiele.de
4. ↑  Piatnik: Happy Birthday Activity! bei brandora.de aus August 2009
5. ↑  Brettspielbox-News 18/2015: Neuheiten, 25 Jahre Activity. Auf brettspielbox.de, 1. Mai 2015; abgerufen am 22. März 2017.